# Tragédie lyrique
A tragédie lyrique vagy tragédie en musique (francia nyelven jelentése lírai tragédia illetve tragédia zenében) az opera egyik francia műfaja. Jean-Baptiste Lully hozta létre a 17. században, a zene és francia dráma ötvözésével. A klasszikus francia dráma hatása nem csupán a librettóban mutatkozott meg, hanem a retorikusan deklamáló recitativókban is, amelyekbe szolisztikus áriák épültek. Takarékosan bánt a koloratúrákkal, művei ezzel szemben bővelkedtek kórusrészekben. A műfaj másik jelentős képviselője Rameau volt. Elsősorban mitológiai történeteket dolgoztak fel, és szigorú szabályokat követve jöttek létre: rendszerint öt felvonásból álltak; a darab nyitóáriája vezette fel a főszereplő érzelmi helyzetét, ezt követően rövid áriák és recitativók szövedéke vezette fel a cselekmény főbb vonalait. A felvonások rendszerint divertissementben végződtek, lehetőséget adva a kórusok és balettek beépítésének.